# Red vs. Blue
Red vs. Blue (często skracane jako RvB) – popularna sci-fi machinima i komedia akcji stworzona przez Rooster Teeth Productions. Seria skupia się na przygodach dwóch drużyn – tytułowych Czerwonych i Niebieskich.
Obecnie jest najdłuższym amerykańskim serialem internetowym, trwając już 15 lat i mając na koncie ponad 300 odcinków, oraz kilka nagród.

Serial można oglądać na oficjalnym kanale na YouTube, lub na oficjalnej stronie Rooster Teeth Productions.

## Fabuła
Red vs. Blue opowiada o grupie żołnierzy biorących udział w wojnie. Według Simmonsa, jednego z Czerwonych, każda baza istnieje tylko ze względu na istnienie bazy przeciwnika. Później okazuje się, że nie ma faktycznej wojny domowej, a obie armie Czerwone i Niebieskie są pod tym samym dowództwem. Chociaż obie drużyny nie lubią się nawzajem i mają stałe rozkazy, aby pokonać swoich przeciwników i zdobyć ich flagę, żadna z nich nie jest zazwyczaj zmotywowana do walki z drugą (wyjątkiem jest Sarge, szef Czerwonej Drużyny).
Serial luźno korzysta z tła fabularnego Halo (seria). Poza odniesieniami, fabuła jest niezależna, to decyzja, która według twórców ma na celu zwiększenie dostępności dla osób niezaznajomionych z grami.
Począwszy od szóstego sezonu, zatytułowanego Reconstruction, seria zaczyna bliżej śledzić Halo. Ustalono, że wydarzenia odbywają się rok po Halo 3, a kilka postaci pośrednio odwołuje się do Inteligentnych SI, Wojny z Przymierzem i Przodków (Forerunners). Również w kilku punktach zauważono, że Projekt Wolny Strzelec jest pod jurysdykcją Dowództwa Kosmicznego Organizacji Narodów Zjednoczonych.

## Postacie
Czerwoni::
- Sarge – przywódca Czerwonego Oddziału stacjonującego w Blood Gulch. Sarge jako jedyny wydaje się brać wojnę na poważnie, momentami aż nazbyt. Ma żarliwą niechęć do Grifa, czego dowodem jest wielokrotna gotowość poświęcenia go podczas misji bojowych. Nie bardzo zna się na taktyce, a jego plany to często misje samobójcze. Okazuje się być jednak dobrym mechanikiem.
- Simmons – prawa ręka Sarge'a. Jest zdecydowanie najbardziej inteligentnym członkiem Czerwonych i wykazuje się rozległą wiedzą na temat technologii i komputerów. Jest lepszym strategiem od swojego przełożonego, choć często niedocenianym. Pomimo wielu kłótni, wydaje się mieć całkiem dobrą relację z Grifem.
- Grif – jest niesamowicie leniwy i bezpośredni. Okazało się, że Grif jest dość biegły w prowadzeniu pojazdów, a nawet pilotuje Pelikana i Hornet'a, nie mając doświadczenia z samolotami. Wykazano również, że jest wyjątkowo trudny do zabicia, będąc w stanie przetrwać wielokrotne postrzały, bycie przejechanym przez czołg i spadek z ekstremalnych wysokości.
- Donut – najnowszy członek Drużyny Czerwonej, którego osobowość irytuje każdego. Początkowo miał na sobie czerwoną zbroję w standardowym wydaniu, ale później zmienia ją na różową, choć nalega na nazywanie jej "jasnoczerwoną". Wielokrotnie "zabijany" i przywracany w serii. Jako jedyny potrafi doskonale rzucać przedmiotami.
- Lopez The Heavy – robot stworzony przez Sarge'a. W oddziale zajmuje się zwykle naprawą pojazdów. Na początku jest niemową, później dostaje nowy moduł mowy, ale zostaje on uszkodzony, przez co potrafi mówić tylko po hiszpańsku. Konwersacje z nim bywają zbędne, gdyż większość postaci (z powodu bariery językowej) przekręca to, co Lopez powiedział.

Niebiescy:
- Church – lider Niebieskich. Nieoficjalnie pełni funkcję głównej postaci, ponieważ to właśnie jego akcje niejednokrotnie rozwijają fabułę. Na początku serii zostaje zabity, a następnie przywrócony jako duch. Później zostaje wyjaśnione, że nie jest duchem, a "Alfą" – sztuczną inteligencją stworzoną na podstawie Dyrektora Projektu Freelancer i jednocześnie głównego antagonisty 9. i 10. sezonu.
- Tucker – znany z tego, że zawsze mówi o kobietach i wypowiada hasło "bow chicka bow wow" przy każdym żarcie o seksualnym podtekście. W sezonie 3, Tucker znajduje Miecz Energetyczny, który działa tylko dla niego i staje się jego bronią. W pewnym momencie Obcy zapładnia Tuckera pasożytniczym zarodkiem i rodzi Juniora. Sugeruje się, że jest czarnoskóry, ale gdy zostaje o to zapytany, uważa to za obraźliwe.
- Caboose – po raz pierwszy pojawia się w 3. odcinku 1. sezonu, jako nowy rekrut Niebieskiej Armii. Nie jest do końca zdrowy psychicznie, co jest najprawdopodobniej spowodowane tym, że Omega (O’Malley) przejmuje nad nim kontrolę, a następnie opuszcza stale uszkadzając jego zdolności mentalne, miewając jednak czasem przebłyski inteligencji. W ciągu trwania serii zdołał zakochać się w czołgu i przypadkowo zabić kilka osób (w tym większość swoich). Pomimo swoich niedociągnięć jest on prawdopodobnie najbardziej autentycznym lojalnym charakterem i często wykazuje ponadprzeciętną siłę fizyczną.

Wolni Strzelcy:
- Agent Texas / Tex – była dziewczyna Churcha, powszechnie uważana za najsilniejszą wśród Wolnych Strzelców. Zostaje przysłana do drużyny Niebieskich w 10. odcinku 1. sezonu jako najemnik. Podobnie jak Church jest ona sztuczną inteligencją. Powstała jako "produkt uboczny" przy stworzeniu Alfy. Została stworzona pod oznaczeniem "Beta" na podstawie zmarłej żony Dyrektora – Allison, gdyż jego wspomnienia o zmarłej żonie były tak silne, by uformować pozornie w pełni funkcjonujące SI. Jej pancerz zawierał Omegę – program SI, który przez pierwsze pięć pierwszych sezonów pełnił funkcję głównego antagonisty.
- Carolina – Wolny Strzelec, córka Dyrektora i jego zmarłej żony Allison. Niegdyś najlepsza z drużyny Wolnych Strzelców, lecz jej pozycji zagroziła Tex. Posiadała dwa SI: Eta i Iota, co okazało się być tragiczne w skutkach. W sezonie 10. do jej misji zabicia Dyrektora dołączają Czerwoni i Niebiescy, zaś w Sezonie 12 Carolina na stałe dołącza do obu drużyn.
- Agent Washington – Wolny Strzelec, któremu powierzono zadanie wyeliminowania Mety. Wielokrotnie zmienia on stronę w głównym konflikcie serii, jednak w końcu dołącza do Niebieskich i przyjmuje rolę ich lidera. Jego prawdziwe imię to David.
- Meta – Były Wolny Strzelec, znany jako Agent Maine, który na skutek manipulacji sztucznej inteligencji Sigmy oszalał i zaczął polować na innych agentów. Meta jest głównym antagonistą sezonu 6 i jednym z antagonistów w sezonach 7 i 8.